# Masahiko Ichikawa
Masahiko Ichikawa (jap. 市川 雅彦 Ichikawa Masahiko; ur. 17 września 1985) – japoński piłkarz występujący na pozycji napastnika.

## Kariera klubowa
Od 2008 do 2012 roku występował w klubach Omiya Ardija i Tokyo Verdy.